# Javier Mariscal
 (avril 2025).
Si vous disposez d'ouvrages ou d'articles de référence ou si vous connaissez des sites web de qualité traitant du thème abordé ici, merci de compléter l'article en donnant les références utiles à sa vérifiabilité et en les liant à la section « Notes et références ».
Javier Errando Mariscal, souvent appelé Javier Mariscal ou Xavier Mariscal, né en 1950 à Valence est un graphiste, auteur de bande dessinée, réalisateur et peintre espagnol.

## Biographie

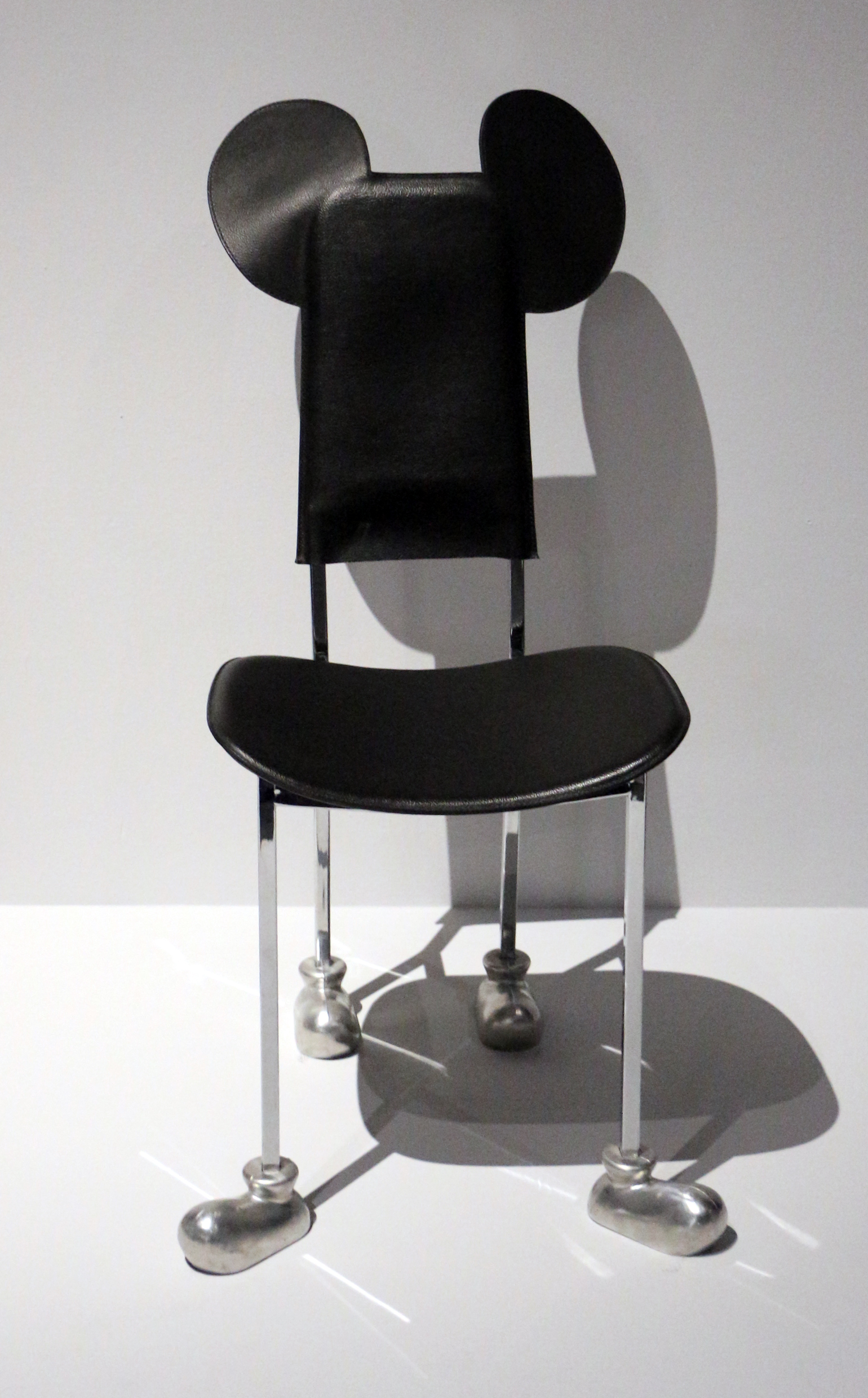
Garriris, 1987, Musée national d'art moderne, Paris

Ses bandes dessinées sont influencées par l'underground américain mais, à la manière des hollandais Joost Swarte ou Ever Meulen, il choisit un « graphisme empreint de clarté, de maniérisme esthétique et de références culturelles incroyablement diverses », qui doit également beaucoup à George Herriman. Ses histoires, le plus souvent humoristiques, apparaissent, à l'image de ses dessins, peu structurées, comme improvisées.
Alors que le dictateur Franco n'est pas encore mort, il participe au projet du groupe El Rrollo avec Nazario, dessinateur LGBT emprisonné à la prison Model de Barcelone sous la dictature, et d'autres artistes. Ils font paraître en 1973 le fanzine de bande dessinée El Rrollo enmascarado.
Influencé par les figures les plus diverses du monde de l’Art, toute sa création a une spontanéité plus apparente que réelle, car sous la simplicité formelle se cache un profond travail de recherche. En 1988, il dessine Cobi et Petra, qui sont respectivement les mascottes des Jeux olympiques et paralympiques de Barcelone 1992
Mariscal est déjà un leader de la rénovation du langage visuel des dernières décennies et une des figures notoires de l’art espagnol.

## Filmographie
- 2011 : Chico et Rita (Chico y Rita) (co-réalisé avec Fernando Trueba)
- 2023 : They Shot the Piano Player (Dispararon al pianista) (co-réalisé avec Fernando Trueba)

## Publications en français
- Mariscal, Le Dernier Terrain vague, 1983
- « Les Gariris », dans Anthologie El Víbora, Artefact, 1985, p. 52-57
- Tati (participation), Drozophile, 2000
- Chico et Rita, Denoël Graphic, 2011

## Prix
- 2013 : Prix Haxtur spécial « John Buscema »